# Parsley, Sage, Rosemary and Thyme
Parsley, Sage, Rosemary and Thyme (en españolː Perejil, salvia, romero y tomillo) es el tercer álbum de estudio del dúo estadounidense de folk Simon & Garfunkel. Fue publicado el 10 de octubre de 1966, se convirtió en disco de oro y alcanzó el cuarto puesto en los listados de éxitos en los Estados Unidos. 
El disco está compuesto en su mayoría por algunas temas grabados anteriormente por Paul Simon. Contiene un balance entre melodías bellas y letras con temática social. Es considerado por varios críticos como la obra maestra del dúo.
El álbum llevó al dúo a una gira durante 1967 por Nueva York y Reino Unido para promocionarlo, donde actuaron en Londres, Mánchester, y Birmingham.

## Contexto
Sound of Silence fue la canción que les abrió las puertas de la fama y el reconocimiento al dúo en 1965. La versión elegida, sin embargo, no fue la grabada originalmente para el primer disco, sino la posterior, más "eléctrica" (gracias a la intervención del productor musical Tom Wilson). Por ese motivo, el dúo entró al estudio y en un par de días crearon un álbum en torno a esa canción, que se llamó Sounds of Silence. Ésta rapidez dejó al dúo con sentimientos encontrados, a pesar del éxito que obtuvo el álbum.

### Grabación
Las sesiones, que comenzaron en junio de 1966, se dieron por espacio de 3 meses, y contaron con mayor control creativo sobre su material, además de contar con un nuevo ingeniero de sonido, Roy Halee.
La canción de apertura, Scarborough Fair si bien era un tema tradicional inglés, fue modificado por Paul Simon para que contuviera un tema antibélico.
La canción 7 O'clock News / Silent Night, es la canción más politizada del álbum, y contiene la famosa tonada de la paz cantada por el dúo, mientras se oye una trasmisión radial con noticias desalentadoras de la época como la guerra de Vietnam y la lucha por los derechos civiles.

### Nombre
Parsely, Sage, Rosemary and Thyme fue una frase extraída del tema inicial del álbum, y significa en español, literalmente Perejil, salvia, romero y tomillo, plantas aromáticas usadas como para fines estéticos y gastronómicos, y con propiedades místicas según algunas leyendas. De hecho la canción de donde se toma el nombre del álbum, Scarborough Fair es una tonada popular de la Inglaterra medieval con autor desconocido que menciona las propiedades mágicas de las plantas del estribillo, como la capacidad de recordar el amor perdido.

### Lanzamiento y recepción
El álbum fue lanzado el 10 de octubre de 1966, por Columbia Records.
El álbum alcanzó el puesto 4 en las listas, siendo el ingreso oficial de Paul Simon a éstos listados.

## Personal

### Simon & Garfunkel
- Paul Simon: voz, guitarra acústica
- Art Garfunkel: voz, piano

### Músicos adicionales
- Hal Blaine – Batería
- Joe South – Guitarra eléctrica
- Carol Kaye – Bajo en "Scarborough Fair/Canticle" y "Homeward Bound
- John Meszar – Clave en "Scarborough Fair/Canticle
- Eugene Wright – Contrabajo en "The 59th Street Bridge Song"
- Joe Morello – Batería en "The 59th Street Bridge Song"
- Charlie O'Donnell – voces en "7 O'Clock News/Silent Night"

## Lista de canciones
Todas las canciones están compuestas por Paul Simon excepto Scarborough Fair, que es un tema tradicional británico arreglado por Paul Simon y Art Garfunkel y 7 O'Clock News/Silent Night que, en parte, se trata de una versión del célebre tema navideño Noche de paz compuesto por Joseph Mohr y Franz Gruber
| N.º | Title                                          | Writer(s)                                 | Length |
| --- | ---------------------------------------------- | ----------------------------------------- | ------ |
| 1.  | "Scarborough Fair/Canticle"                    | Traditional, arr. by Simon, Art Garfunkel | 3:10   |
| 2.  | "Patterns"                                     |                                           | 2:42   |
| 3.  | "Cloudy"                                       | Simon, Bruce Woodley                      | 2:10   |
| 4.  | "Homeward Bound"                               |                                           | 2:30   |
| 5.  | "The Big Bright Green Pleasure Machine"        |                                           | 2:44   |
| 6.  | "The 59th Street Bridge Song (Feelin' Groovy)" |                                           | 1:43   |

| N.º | Title                                                                           | Writer(s)                | Length |
| --- | ------------------------------------------------------------------------------- | ------------------------ | ------ |
| 1.  | "The Dangling Conversation"                                                     |                          | 2:37   |
| 2.  | "Flowers Never Bend with the Rainfall"                                          |                          | 2:10   |
| 3.  | "A Simple Desultory Philippic (Or How I Was Robert McNamara'd into Submission)" |                          | 2:12   |
| 4.  | "For Emily, Whenever I May Find Her"                                            |                          | 2:04   |
| 5.  | "A Poem on the Underground Wall"                                                |                          | 1:52   |
| 6.  | "7 O'Clock News/Silent Night"                                                   | Josef Mohr, Franz Gruber | 2:01   |

- Sides one and two were combined as tracks 1–12 on CD reissues.

| N.º | Title                                                                  | Length |
| --- | ---------------------------------------------------------------------- | ------ |
| 13. | "Patterns" (Demo) (Mono) (Previously unreleased)                       | 2:53   |
| 14. | "A Poem on the Underground Wall" (Demo) (Mono) (Previously unreleased) | 2:02   |

### Track listing (UK version)
All tracks are written by Paul Simon except where noted.
| N.º | Title                                          | Writer(s)                             | Length |
| --- | ---------------------------------------------- | ------------------------------------- | ------ |
| 1.  | "Scarborough Fair/Canticle"                    | Traditional, arr. by Simon, Garfunkel | 3:10   |
| 2.  | "Patterns"                                     |                                       | 2:42   |
| 3.  | "Cloudy"                                       | Simon, Woodley                        | 2:10   |
| 4.  | "The Big Bright Green Pleasure Machine"        |                                       | 2:44   |
| 5.  | "The 59th Street Bridge Song (Feelin' Groovy)" |                                       | 1:43   |

| N.º | Title                                                                           | Length |
| --- | ------------------------------------------------------------------------------- | ------ |
| 1.  | "The Dangling Conversation"                                                     | 2:37   |
| 2.  | "Flowers Never Bend with the Rainfall"                                          | 2:10   |
| 3.  | "A Simple Desultory Philippic (Or How I Was Robert McNamara'd into Submission)" | 2:12   |
| 4.  | "For Emily, Whenever I May Find Her"                                            | 2:04   |
| 5.  | "A Poem on the Underground Wall"                                                | 1:52   |
| 6.  | "7 O'Clock News/Silent Night"                                                   | 2:01   |

## Posicionamiento

### Semanal
| Listas (1966)                  | Posición |
| ------------------------------ | -------- |
| Australia (ARIA)               | 14       |
| Estados Unidos (Billboard 200) | 4        |

| Listas (1968)                 | Posición |
| ----------------------------- | -------- |
| Reino Unido (UK Albums Chart) | 13       |

### Certificaciones
| País | Certificación | Ventas     |
| --- | ------------- | ---------- |
| Estados Unidos | 3× Platino    | 3 000 000^ |
| *las cifras de ventas sobre la base de la certificación por sí sola ^cifras de envíos sobre la base de la certificación por sí sola xcifras no especificadas sobre base de la certificación por sí sola |               |            |